# Werderstraße 142 (Heilbronn)

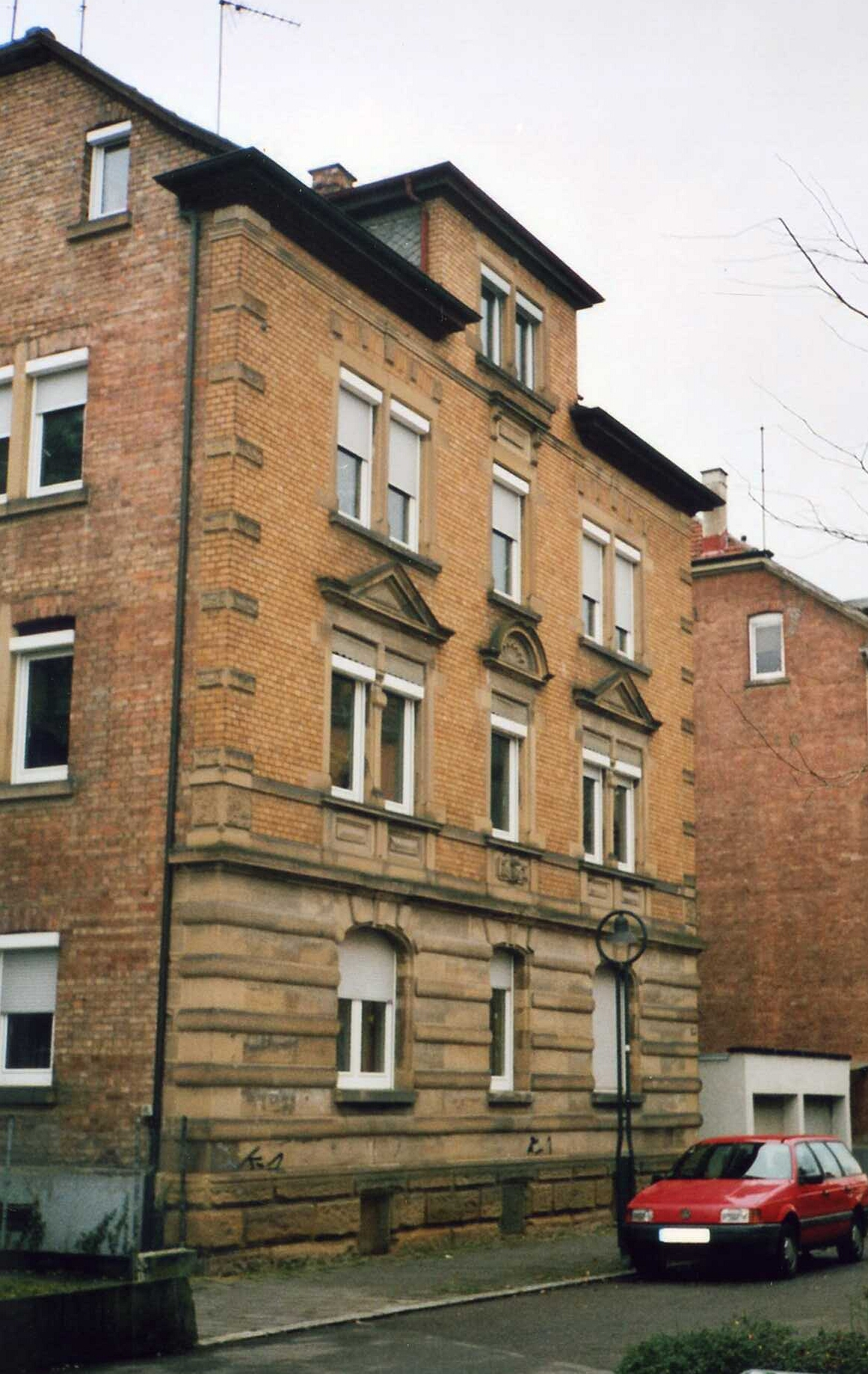
Werderstraße 142

Das Wohnhaus Werderstraße 142 in Heilbronn ist ein denkmalgeschütztes Gebäude. Es wurde im Jahre 1900 für den Bäckermeister W. Springer nach Plänen des Architekten Schulz aus Heilbronn errichtet.

## Geschichte
Das Haus wurde zusammen mit dem Bau der gesamten Straße errichtet, als die Bottwartalbahn im Jahre 1900 realisiert wurde. Der Entwurf der Straße sah sie als Mittelachse des historischen Arbeiterwohngebiets am Heilbronner Südbahnhof jedoch bereits im Jahre 1873 vor. Damals entwarf der Stadtbaumeister Reinhard Baumeister den neuen Stadtbauplan, der auch die Errichtung eines neuen Arbeiterwohngebietes am Südbahnhof beinhaltete.
1950 war das Haus im Besitz der Erben von Wilhelm Springer. Das Büro im Erdgeschoss nutzte das Transportunternehmen von Friedrich Krail. 1961 war das Haus weiterhin im Besitz der Erbengemeinschaft und es werden sechs Mietparteien genannt.

## Beschreibung
Das Wohnhaus ist ein dreistöckiger, orangefarbener Ziegelbau ohne jeglichen Putz, wobei die Fassade mit einer ornamentalen Bauplastik in Sandstein und Werksteindetails dekoriert wurde. Dies ist laut Denkmaltopographie beispielsweise an den verschiedenen Fensterverdachungen zu erkennen.
Die Denkmaltopographie beschreibt jede einzelne Fensterverdachung des ersten Obergeschosses und der Fenster in der mittigen Achse des Hauses und spricht hier von einer „Betonung der Beletage und der Mittelachse“: So zeigt das mittige Fenster im ersten Obergeschoss eine Muschel als Fensterbekrönung. Das Fenster darüber zeigt eine Fensterverdachung, die aus einem einfachen Gesims besteht und auf Konsolen ruht. Die anderen Fenster des ersten Obergeschosses bzw. der Beletage sind Zwillingsfenster und zeigen einen Dreiecksgiebel als Fensterverdachung.

## Kunstgeschichtliche Bedeutung
Das Wohnhaus steht als Beispiel für den „Typus des Arbeiterwohnhauses mit späthistoristischen Neorenaissanceformen“. Aus diesem Grund wurde es unter Denkmalschutz gestellt und so zum Kulturdenkmal erhoben.